# Gaurax luteohirta
Gaurax luteohirta är en tvåvingeart som först beskrevs av Malloch 1931.  Gaurax luteohirta ingår i släktet Gaurax och familjen fritflugor. Inga underarter finns listade i Catalogue of Life.